# 厢房
厢房，又称护龙，是指正房两旁的房屋，在三合院、四合院中，由于正房通常坐北朝南，因此厢房通常为在东西两旁相对而立，其中东厢房位于东侧，坐东朝西，西厢房位于西侧，坐西朝东。
厢房在等级上低于正房，其尺度、工料、装修等都要比正房稍差，一般长辈住正房，晚辈住厢房。
传统民居以東为尊，因此东厢房的等级高于西厢房，一般长子长媳住东厢房。 因此在建筑上东西厢房的高度有着细微的差别，东厢房略高西厢房略低，但由于差别非常细微因此很难用肉眼看出来。例如石家庄四合院的东厢房比西厢房高二寸。 然而，在中国华北地区，东厢房夏季西晒，冬季直接受到西北冷风吹袭，所以不宜居住，陕西四合院东厢房多被富户用来存储粮物，或作厨房、马厩。
厢房前可设檐廊，左右可设耳房，有的建成平顶，称“盝顶”或“小平台”。